# Baojun 560

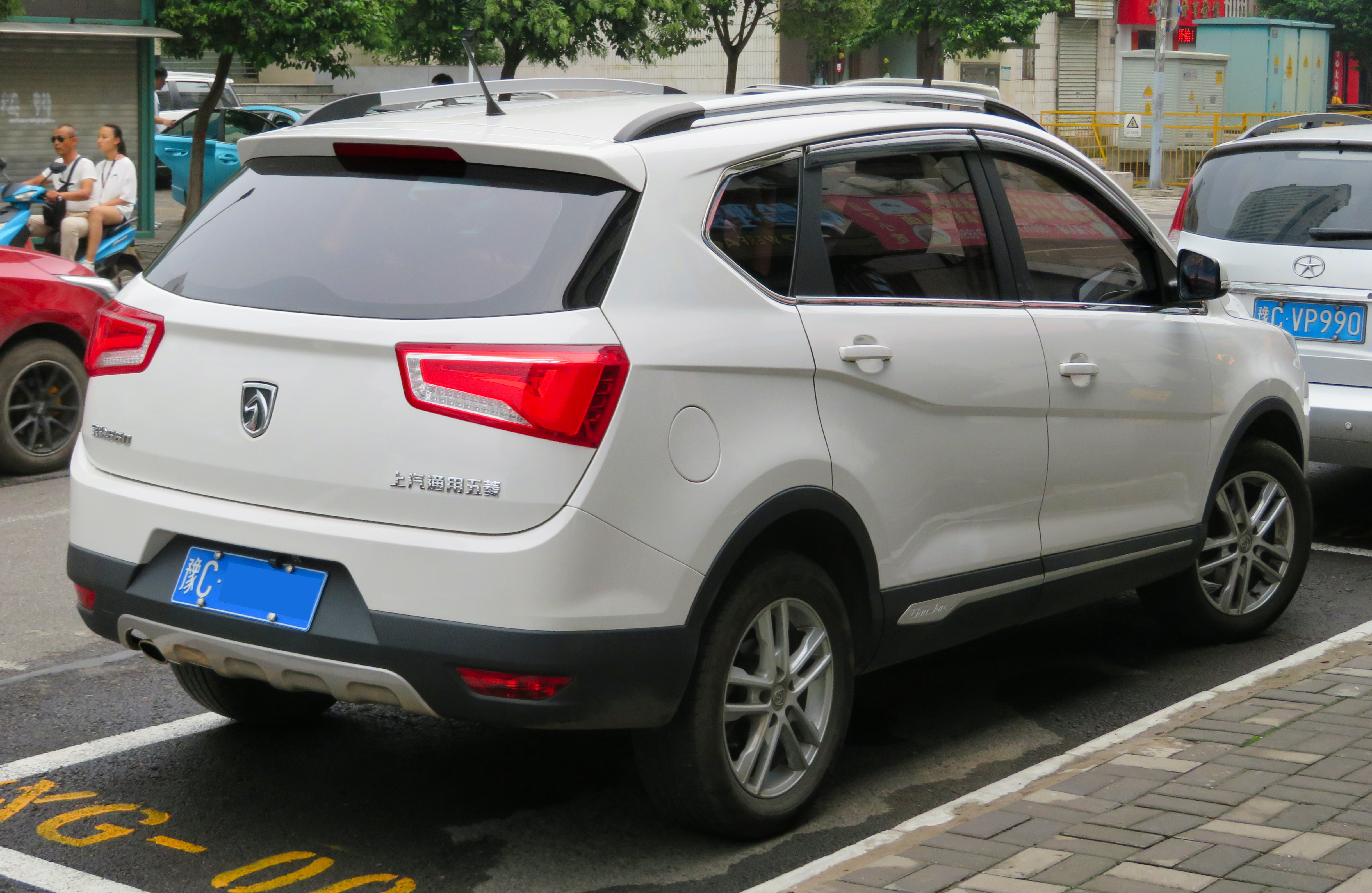
Heckansicht

Der Baojun 560 ist der erste SUV der zum chinesischen Automobilhersteller SAIC GM Wuling gehörenden Marke Baojun und war zwischen 2015 und 2018 erhältlich.

## Geschichte
Formale Weltpremiere hatte das Fahrzeug auf der Shanghai Auto Show im April 2015, auf den chinesischen Markt kam es im Juli 2015.
Bereits 2016 war das Fahrzeug hinter dem Haval H6 und dem GAC Trumpchi GS 4 das am dritthäufigste verkaufte SUV in China.
Im Sommer 2017 wurde es etwas überarbeitet und war seitdem mit sieben Sitzen lieferbar.

## Antrieb
Ab Marktstart war das Fahrzeug mit zwei Ottomotoren erhältlich: einem maximal 110 kW leistenden 1,5-Liter-Motor mit Turboaufladung und einem Saugmotor mit einer maximalen Leistung von 137 kW der einen Hubraum von 1,8 Liter hat. Der 1,5-Liter-Motor ist mit Sechsgang-Schalt- und Doppelkupplungsgetriebe erhältlich; für den 1,8-Liter-Motor gab es ein Fünfgang-Schaltgetriebe und ein Fünfstufen-Automatikgetriebe. Bei allen Variante werden die Vorderräder angetrieben.

## Sicherheit
Beim 2016 durchgeführten C-NCAP-Crashtest erhielt das Fahrzeug eine Gesamtwertung von fünf aus fünf möglichen Sternen.

## Technische Daten
|                                            | 1.5T                             | 1.8                          |
| ------------------------------------------ | -------------------------------- | ---------------------------- |
| Bauzeitraum                                | 07/2015–03/2018                  | 07/2015–08/2017              |
| Motorkenndaten                             |                                  |                              |
| Motorart                                   | Ottomotor                        | Ottomotor                    |
| Motorbauart                                | Reihen-Vierzylindermotor         | Reihen-Vierzylindermotor     |
| Motoraufladung                             | Turbolader                       | —                            |
| Gemischaufbereitung                        | Saugrohreinspritzung             | Saugrohreinspritzung         |
| Verdichtungsverhältnis                     | k. A.                            | 10 : 1                       |
| Hubraum                                    | 1451 cm³                         | 1798 cm³                     |
| max. Leistung bei min−1                    | 110 kW (150 PS) / 5500           | 101 kW (137 PS) / 5600       |
| max. Drehmoment bei min−1                  | 230 Nm / 2000–3800               | 186 Nm / 3600–4000           |
| Kraftübertragung                           |                                  |                              |
| Antrieb, serienmäßig                       | Vorderradantrieb                 | Vorderradantrieb             |
| Getriebe, serienmäßig                      | 6-Gang-Schaltgetriebe            | 5-Gang-Schaltgetriebe        |
| Getriebe, optional                         | (6-Gang-Doppelkupplungsgetriebe) | (5-Stufen-Automatikgetriebe) |
| Messwerte                                  |                                  |                              |
| Kraftstoffverbrauch auf 100 km, kombiniert | 6,8 l Super                      | 7,4 l Super                  |
| Tankinhalt                                 | 52 l                             | 52 l                         |